# Lewan Mtschedlidse
Lewan Mtschedlidse (georgisch ლევან მჭედლიძე; * 24. März 1990 in Tiflis, Georgische SSR, Sowjetunion) ist ein georgischer Fußballspieler auf der Position eines Stürmers und Flügelspielers. 

## Vereinskarriere

### Karrierebeginn in der Heimat und Wechsel nach Italien
Lewan Mtschedlidse wurde am 24. März 1990 in Tiflis, damals noch Teil der Georgischen SSR und somit der Sowjetunion, geboren. Seine erste bekannte Karrierestation war der FC Dila Gori, rund 90 Kilometer nordwestlich seiner Geburtsstadt in der Stadt Gori in Zentralgeorgien. Dort war er bis einschließlich 2006 im Nachwuchsbereich aktiv, schaffte aber bereits als 15-Jähriger den Sprung in die erste Kampfmannschaft mit Spielbetrieb in der Umaghlessi Liga, der höchsten Spielklasse im georgischen Fußball. In dieser kam er zwischen 2005 und 2006 zu zwei Kurzeinsätzen, in denen er torlos blieb. Im Endklassement der Umaghlessi Liga 2005/06 erreichte er mit seiner Mannschaft den elften Tabellenplatz und kam damit nur knapp an den Relegations-Play-offs vorbei. Noch früh im Jahre 2006 wurde er von Giovanni Carnevali, einem ehemaligen italienischen Fußballspieler, der mittlerweile in Georgien als Trainer arbeitete, zum damaligen italienischen Erstligisten FC Empoli gelotst, bei dem Carnevali nebenbei auch als Scout angestellt war. Im September 2006 kam es daraufhin zu einem Wechsel zum Klub aus der Toskana, nachdem er bei einem Turnier mit der U-19-Nationalmannschaft seines Heimatlandes in Belgien die Klubverantwortlichen überzeugen konnte und mitunter auch vom FC Bayern München umworben wurde. In weiterer Folge war er ausschließlich im vereinseigenen Nachwuchs aktiv und unterschrieb, aufgrund bürokratischer Probleme bezüglich seiner nicht vorhandenen Unionsbürgerschaft, erst ein knappes Jahr später seinen Profivertrag mit dem toskanischen Klub.
Nach dem Abstieg des FC Empoli zum Ende der Spielzeit 2007/08, in der es Mtschedlidse, unter anderem auch aufgrund einer Knieverletzung vor Saisonbeginn, zu keinem einzigen Pflichtspieleinsatz für die Profis gebracht hatte und ausschließlich in der Jugend eingesetzt wurde, kamen Diskussionen auf, ob eine weitere Zukunft mit dem mittlerweile mehrfachen georgischen Internationalen überhaupt sinnvoll sei. In weiterer Folge verlieh man den Georgier an den bisherigen Ligakonkurrenten US Palermo, bei dem er fortan an Spielpraxis sammeln sollte. Am 30. August 2008 kam der Serie-A-Klub die einjährige Verpflichtung Mtschedlidses als Leihspieler, mit der Option einer Verpflichtung nach Ende der Vertragslaufzeit, bekannt. Hierfür zahlte Palermo an Empoli kolportierte 1,5 Millionen Euro an Leihgebühren. Wenige Tage später gab der Palermo-Vereinspräsident Maurizio Zamparini bekannt, das georgische Offensivtalent für eine Summe von 6,2 Millionen Euro fix verpflichtet zu haben und dass es keinen leihweisen Wechsel des Spielers gäbe. Dies wurde jedoch in weiterer Folge wieder revidiert; gleichzeitig wurde verlautbart, dass diese Ablösesumme erst nach Beendigung der Leihzeit zum Tragen kommen würde.

### Erste Einsätze in Italien
Nachdem er in den ersten beiden Runden der Saison 2008/09 aufgrund von Einsätzen im Nationalteam nicht am Spielbetrieb der Serie A teilnehmen konnte, saß er im Drittrundenspiel gegen FC Genua erstmals uneingesetzt auf der Ersatzbank der Sizilianer. Nur drei Tage später gab er am 24. September 2008 bei einer 1:2-Auswärtsniederlage gegen den SSC Neapel seine Serie-A-Debüt, als er in der 78. Spielminute für den Australier Mark Bresciano auf den Rasen kam. Bereits bei seinem zweiten Kurzeinsatz, zwei Runden später, erzielte er am 5. Oktober 2008 bei einem 2:1-Auswärtssieg über Juventus Turin seinen ersten Treffer in einer Profiliga. Hierbei kam er in der 60. Minute für Bresciano aufs Spielfeld und erzielte 21 Minuten später nach Liverani-Vorlage den Treffer zum 2:1-Endstand. Danach gehörte er oftmals über einen längeren Zeitraum nicht zum Kader des Erstligisten und verbrachte des Öfteren längere Zeit beim georgischen Nationalteam. Erst gegen Ende November 2008 war er wieder öfters im erweiterten Kader der Rosaneros, saß jedoch die meiste Zeit uneingesetzt auf der Ersatzbank oder brachte es zu wenigen Kurzeinsätzen. Im Laufe der Saison 2008/09 war er in lediglich einer Partie von Beginn an im Einsatz; insgesamt brachte er es auf neun Ligaeinsätze und den besagten Treffer gegen Juventus. Mit der Mannschaft rangierte er am Saisonende auf dem achten Tabellenplatz und damit in der oberen Tabellenhälfte.
Da man bei Empoli noch immer keinen Einsatzmöglichkeiten für Mtschedlidse hatte, bot man den Sizilianern, die die Option eines Kaufs vorerst nicht zogen, eine Verlängerung des Leihvertrages um ein weiteres Jahr an. Nachdem diese von den Verantwortlichen von US Palermo angenommen wurde, brachte es der Georgier am 23. September 2009 zu einem Kurzeinsatz gegen die AS Roma und zu einem weiteren Kurzeinsatz vier Tage später gegen Lazio Rom, als er beim 1:1-Auswärtsremis die Vorlage zu Edinson Cavanis einzigen Treffer für das Team machte. Nachdem er in der darauffolgenden Runde nur mehr uneingesetzt auf der Ersatzbank saß, kam er fortan gar nicht mehr in den Profikader und fristete seine Zeit zum Teil im vereinseigenen Nachwuchs bzw. im Reservekader. Nach einem glanzlosen Start mit US Palermo in die Saison 2009/10, in der er wenig Aussicht auf Spielpraxis hatte und am 6. Dezember 2009 zum letzten Mal uneingesetzt auf der Ersatzbank saß, nachdem er rund einen Monat zuvor einen einzigen Einsatz in der Primavera-Mannschaft des Vereins absolviert hatte, kehrte Mtschedlidse nach den Weihnachtsferien in der Heimat nicht mehr nach Sizilien zurück. Als Grund nannte er die ausbleibenden Einsätze in der höchsten italienischen Spielklasse. In weiterer Folge wurde er von Sportdirektor Walter Sabatini gänzlich vom Profiteam ausgeschlossen, ohne Aussicht auf weitere Einsätze in der laufenden Spielzeit. Nachdem Mtschedlidse im März 2010 noch immer nicht nach Sizilien gekommen war, wurde sein Leihvertrag aufgrund dieses Vertragsbruches umgehend aufgelöst. Der georgische Teamspieler gehörte somit wieder seinem angestammten Verein FC Empoli an, konnte jedoch aufgrund des Vertragsbruches für die Saison 2009/10 weiterhin nicht berücksichtigt werden.

### Offizielle Rückkehr zu Empoli
Nach seiner Rückkehr in die Toskana fand der mittlerweile 20-Jährige unter Alfredo Aglietti, dem bereits sechsten Empoli-Trainer seit Mtschedlidses Wechsel nach Italien, erstmals in die Mannschaft, obgleich er noch weit von einem wirklich Durchbruch entfernt war. Unter Aglietti wurde er anfangs auch von Beginn an berücksichtigt, spielte jedoch nie über die vollen 90 Minuten durch. Dennoch brachte es auf zehn Einsätze in den ersten elf Meisterschaftsrunden, von denen kein einziges Spiel verloren wurde; erst in Runde 16 folgte für den FC Empoli die erste Saisonniederlage, wobei das Ausscheiden in der dritten Runde der Coppa Italia 2010/11 nicht berücksichtigt ist. In ebendieser Runde wurde Lewan Mtschedlidse ebenfalls eingesetzt. Zwischen Ende November 2010 und Ende März 2011 kam der Georgier daraufhin nur mehr sehr selten zum Einsatz und brachte es in dieser Zeit auf lediglich zwei Meisterschaftseinsätze, bei einem dritten Spiel saß er ohne Einsatz auf der Ersatzbank. Erst am 27. März kam er bei einer 2:3-Auswärtsniederlage gegen den FC Crotone wieder zurück in den Kader und erzielte dabei in der 84. Minute den Treffer zum 3:2-Endstand. Nach weiteren Kurzeinsätzen war er am 16. April beim 2:1-Auswärtssieg über den damaligen Tabellenführer und späteren Meister Atalanta Bergamo der „Spieler des Abends“, als er den ersten Treffer selbst erzielte und als Assistgeber zum zweien Tor von Roberto Soriano fungierte. In weiterer Folge wurde er zum Saisonende hin auch des Öfteren über einen längeren Zeitraum eingesetzt und stand erstmals auch über die volle Spieldauer am Rasen. In der großteils recht dicht gestaffelten Endtabelle erreichte er mit dem FC Empoli den neunten Tabellenplatz. Bis dahin hatte er es auf 20 Ligaeinsätze, zwei -tore und vier -vorlagen gebracht.
In der Saison 2011/12 stand Mtschedlidse regelmäßig im Profikader, obwohl er unter Alfredo Aglietti weiterhin nur als Ersatzspieler diente und vor allem zu Saisonbeginn einige Spiele aufgrund von Einsätzen in der georgischen Nationalmannschaft versäumte. Auch unter dem kurzzeitig engagierten Interimstrainer Giuseppe Pillon brachte das einst so gelobte Offensivtalent nur zu Einsätzen als Einwechselspieler. Nachdem am 20. November 2011 Guido Carboni das Traineramt des abstiegsgefährdeten Zweitligisten übernommen hatte, wurde der abwechselnd als Stürmer und Flügelspieler eingesetzte Georgier des Öfteren für die Stammformation berücksichtigt. Da Carboni den weiterhin stark abstiegsgefährdeten Klub nicht von den unteren Plätzen lösen konnte und mit diesem bereits den vorletzten Tabellenplatz belegte, wurde er nach nicht einmal drei Monaten durch den bereits bekannten Alfredo Aglietti ersetzt. Unter diesem brachte er es daraufhin wieder zu zahlreichen Kurzeinsätzen und konnte sich nicht für die Stammmannschaft qualifizieren. Im Endklassement rangierte der FC Empoli daraufhin auf dem 18. Tabellenplatz und musste in ein Play-out gegen den Abstieg, das Empoli nur knapp mit einem Gesamtscore von 3:2 aus Hin- und Rückspiel gewann. Als einer der Hauptverantwortlichen für den Verbleib in der italienischen Zweitklassigkeit trat Mtschedlidse selbst in Erscheinung, als er beim 3:2-Sieg im Rückspiel ein Tor erzielte und ein weiteres für seine Teamkollegen vorbereitete. Insgesamt kam der georgische Teamstürmer in 24 Ligapartien zum Einsatz, in denen er ein Tor erzielte und ein weiteres vorbereitete; des Weiteren absolvierte er beide Spiele des Play-outs und absolvierte eine Partie in der Coppa Italia 2011/12, in der die Mannschaft abermals dem AC Florenz unterlag.

### Weiterhin kein Durchbruch beim FC Empoli
Erhoffte Einsätze unter Maurizio Sarri der das Traineramt beim FC Empoli in der Sommerpause vor der Spielzeit 2012/13 übernahm, blieben daraufhin weitgehend aus und Mtschedlidse verblieb zum wiederholten Male als Einwechselspieler. Oftmals gehörte er gar nicht dem offiziellen Profikader an oder verbrachte einige Zeit mit der Nationalmannschaft. Bei seinen 22 Ligaeinsätzen (inklusive der vier Play-off-Spiele), die er in dieser Saison absolvierte, wurde er in 21 Partien erst in der Schlussphase eingewechselt und kam so selten über Einsätze über 15 oder 20 Minuten. Neben einem Assist im Ligageschehen erzielte der Mittelstürmer seinen einzigen Treffer im zweiten Play-off-Spiel gegen Novara Calcio und trat ansonsten nie als Torschütze in Erscheinung. Im Endklassement der Serie B belegte der mittlerweile mit der Rückennummer 19 auflaufende Georgier, der bislang die Nummer 99 trug, den vierten Tabellenplatz und unterlag in den Play-offs um den Aufstieg in die Serie A erst im Finale mit einem Gesamtscore von 1:2 der AS Livorno.
Auch nach dem vereitelten Aufstieg in die Erstklassigkeit blieben Einsätze unter Maurizio Sarri Mangelware und ein Aufstieg zur Stammkraft neben erfahrenen und torgefährlichen Routiniers wie Francesco Tavano oder Massimo Maccarone aussichtslos. Nachdem er in 24 der ersten 25 Spiele der Saison 2013/14 entweder wenige Minuten dauernde Kurzeinsätze absolvierte oder ohne Einsatz auf der Ersatzbank saß, berücksichtigte ihn Sarri nach einer Gelbsperre im Februar mehrere Wochen lang nicht und holte ihn erst wieder zu Saisonende auf die Bank. So war er in den letzten sechs Meisterschaftsspielen immer auf der Ersatzbank und kam auch in zwei Partien zum Einsatz, wobei er ab dieser Zeit bereits mit der Rückennummer 9 in Erscheinung trat. Nach einer erfolgreichen Saison, in der man immer auf Aufstiegskurs war, rangierte der FC Empoli mit 14 Punkten Rückstand auf die US Palermo auf dem zweiten Tabellenplatz und schaffte somit den direkten Aufstieg in die Serie A. Mtschedlidse hatte es dabei auf 23 Ligaeinsätze, hierbei allerdings nur auf 330 Einsatzminuten, sowie zwei Treffer und eine Torvorlage gebracht. Torgefährlich agierte er hingegen in der Coppa Italia 2013/14, als er mit der Mannschaft abermals in der dritten Runde ausschied, jedoch beim 5:1-Sieg im Zweitrundenspiel gegen den FC Südtirol zwei Treffer erzielte.
In den ersten Saisonspielen 2014/15 setzten ihn Sarri an der Seite von Francesco Tavano als Stammkraft in der Angriffsreihe ein, war aber nach der 0:2-Niederlage gegen Udinese Calcio und der 0:1-Niederlage gegen die AS Roma zwei Spiele lang nicht im Profikader. Danach war er in allen restlichen 34 Ligaspielen mit von der Partie, erhielt dabei zumeist Kurzeinsätze oder saß erneut uneingesetzt auf der Ersatzbank. In der letzten Meisterschaftsrunde, einer 3:4-Niederlage gegen Inter Mailand ließ er seine Qualität aufblitzen, als er im Doppelpack traf und das einzige Mal seit Saisonbeginn über die vollen 90 Minuten durchspielte. Im Endklassement reichte es für einen 15. Tabellenplatz, während man diesmal in der Coppa Italia 2014/15 erst im Achtelfinale in der Verlängerung gegen die AS Roma ausschied. Lewan Mtschedlidse wurde dabei im Dritt- und Viertrundenspiel eingesetzt und erzielte im Letztgenannten einen Treffer. In der Liga brachte es auf 25 Ligaauftritte und vier Tore.
Aufgrund ausbleibender Erfolge wurde Maurizio Sarri nach dem Saisonende beurlaubt und stattdessen Marco Giampaolo als Trainer der Profimannschaft des FC Empoli eingestellt. Unter dem Italoschweizer kam er in den ersten beiden Spielen der Saison 2015/16 zum Einsatz, zog sich jedoch bei der 1:2-Auswärtsniederlage gegen AC Mailand am 29. August 2015 eine Oberschenkelverletzung zu und fiel deshalb mehrere Monate verletzungsbedingt aus. Aufgrund muskulärer Probleme verzögerte sich sein Einstieg ins Mannschaftstraining, sodass er erst wieder Mitte Januar 2016 im Profikader stand. In weiterer Folge agierte Mtschedlidse in seiner bereits angestammten Rolle als Reservist und brachte es auf eine Reihe von Kurzeinsätze, wobei er in einer Begegnung auch über die volle Spieldauer mitwirkte. Nachdem er Anfang April aufgrund einer Verletzung kurzfristig ausgefallen war, kehrte er bald darauf wieder als Ersatzspieler zurück in die Mannschaft. Nachdem er am 25. April 2016 bei einer 0:1-Auswärtsniederlage gegen den FC Carpi seinen Gegenspieler mit dem Ellbogen niedergestreckt hatte, erhielt er eine Rote Karte und eine damit verbundene Rotsperre von drei Spielen. Am Saisonende belegte er mit dem FC Empoli den zehnten Tabellenplatz und kam bis dahin in 13 Ligaspielen zum Einsatz. Weiters war er auch in der Coppa Italia 2015/16 im Einsatz, als er mit seiner Mannschaft noch im ersten Spiel gegen Vicenza Calcio mit 0:1 unterlag und vom laufenden Turnier ausschied. Nach dem Saisonende 2015/16 erhielt Mtschedlidse mit Giovanni Martusciello den bereits zwölften Trainer während seiner Zeit beim FC Empoli.

## Nationalmannschaftskarriere
Seine ersten Erfahrungen in einer Nationalauswahl seines Heimatlandes sammelte Mtschedlidse im Jahre 2005, als er als 15-Jähriger für die georgische U-17-Nationalmannschaft eingesetzt wurde. Mit dieser nahm er unter anderem im Oktober 2005 an der Qualifikationsrunde zur U-17-Europameisterschaft teil, belegte dabei jedoch den letzten Platz in der Gruppe 3 und kam somit nicht einmal in die Elite-Qualifikationsrunde weiter. Im Jahr darauf scheiterten die Georgen als Dritter der Gruppe 5 abermals an einem Weiterkommen in der EM-Qualifikation. Zwischen 2005 und 2006 wurde der als Zukunftshoffnung geltende Mtschedlidse in acht U-17-Länderspielen eingesetzt und erzielte dabei drei Treffer. In den Jahren 2006 bis 2007 absolvierte er weitere acht Länderspiele für U-19-Auswahl Georgiens, die in der Qualifikation zur U-19-Europameisterschaft 2007 erst in der Eliterunde scheiterte, und erzielte für die Mannschaft ein Tor. Noch ehe er überhaupt im italienischen Profifußball zum Einsatz gekommen war, erhielt der 17-Jährige im Herbst 2007 seine erste Einberufung in die A-Nationalmannschaft Georgiens. Der Deutsche Klaus Toppmöller holte ihn dabei für das am 13. Oktober 2007 stattfindende EM-Qualifikationsspiel gegen den amtierenden Weltmeister Italien in den Kader und setzte den jungen Spieler, der unter anderem aufgrund einer Knieverletzung vor Saisonbeginn nicht für den FC Empoli spielte, in der 0:2-Niederlage ein. Hierbei setzte ihn Toppmöller von Beginn an und bis zur 60. Spielminute ein, ehe er ihn durch den erfahreneren Dawit Siradse ersetzte.
Bereits im nachfolgenden Länderspiel, dem EM-Qualispiel gegen Schottland, kam Mtschedlidse, diesmal an der Seite weiterer junger Spieler wie Lewan Qenia oder Giorgi Makaridse, erneut zum Einsatz und erzielte in der 16. Minute nach Vorarbeit von Surab Menteschaschwili den 1:0-Führungstreffer zum späteren 2:0-Sieg und wurde in der 85. Minute für Aleksandre Kwachadse ausgewechselt. Obgleich es beim Verein nicht wirklich mit regelmäßigen Einsätzen klappte, avancierte der junge Spieler rasch zum Stammspieler in der Nationalmannschaft und brachte es für diese zu regelmäßigen Auftritten. Noch im Folgemonat absolvierte er ein freundschaftliches Länderspiel sowie eine Qualifikationspartie zur Europameisterschaft im Folgejahr. Nach einem weiteren Länderspieleinsatz gegen Lettland Anfang Februar 2008 wurde es ein halbes Jahr weitgehend ruhig um den jungen Nachwuchsnationalspieler, der daraufhin jedoch Ende August 2008 in die Vorbereitung auf die Qualifikation zur Weltmeisterschaft 2010 einstieg und dabei ein Vorbereitungsspiel absolvierte. In weiterer Folge nahm er mit den Georgiern zwischen September und Oktober 2008 an vier Qualispielen teil, wobei die Mannschaft jedoch sieglos blieb und absolvierte zudem ein Freundschaftsspiel im November gegen Rumänien.
Nachdem er noch Ende März 2009 ein weiteres WM-Qualifikationsspiel gegen Zypern absolviert hatte, wurde er von Héctor Cúper für kein weiteres Qualifikationsspiel mehr berücksichtigt, wobei die Georgier am Ende abgeschlagen auf dem letzten Platz der Gruppe 8 rangierten. Danach dauerte es über zweieinhalb Jahre, ehe er unter Temur Kezbaia wieder in die Nationalmannschaft fand, nachdem er es im gleichen Jahr noch zu drei Länderspielen während der Qualifikation zur U-21-EM gebracht hatte. Dort unterlagen die Georgier noch in der Gruppenphase als Dritter der Gruppe 5. Sein erstes A-Länderspiel nach über zweieinhalbjähriger Abwesenheit absolvierte er am 11. Oktober 2011 gegen Griechenland im Zuge des letzten Qualifikationsspiel zur Europameisterschaft 2012. Ab 2012 kam Lewan Mtschedlidse wieder zu regelmäßigen Einsätzen in der Nationalmannschaft und bestritt nach zwei freundschaftlichen Länderspiel im Mai und August, als er unter anderem gegen Luxemburg sein zweites A-Länderspieltor erzielte, die Qualifikation zur Weltmeisterschaft 2014. Hierbei setzte ihn Kezbaia zwischen September und Oktober 2012 in vier WM-Qualifikationsspielen ein, wobei Georgien sich auch diesmal nicht für eine Endrunde qualifizieren konnte.
Nach einem freundschaftlichen Länderspieleinsatz gegen Albanien im Februar dauerte es ein halbes Jahr, ehe Mtschedlidse von Kezbaia wieder in die Nationalmannschaft geholt wurde. So bestritt er ein weiteres Freundschaftsspiel gegen Kasachstan und nahm etwas über ein Jahr später mit der Mannschaft an der Qualifikation zur EM 2016 teil. Hierbei wurde er im ersten Gruppenspiel gegen Irland und im vierten Gruppenspiel gegen Polen eingesetzt. Nach einem weiteren Freundschaftsspiel gegen Malta, als bereits der neue Trainer Kachaber Zchadadse im Amt war, trat er unter ebendiesem einen Teil der restlichen EM-Qualifikationsspiele an und war in drei der letzten sechs Spiele im Einsatz. Mit der Mannschaft unterlag er erneut noch in der Qualifikation, wo er mit den Georgiern den fünften von sechs Plätzen in der Gruppe D belegte. Nach der verpatzten EM-Qualifikation dauerte es rund neun Monate, ehe Mtschedlidse wieder in der Nationalmannschaft eingesetzt wurde. Unter Vladimír Weiss, dem mittlerweile sechsten georgischen Nationaltrainer seit seinem Debüt im Jahre 2007, lief er Ende Mai und Anfang Juni 2016 in zwei freundschaftlichen Länderspielen gegen die Slowakei und Rumänien auf. Bis dato (Stand: 29. Juli 2016) wurde Lewan Mtschedlidse in 28 Länderspielen eingesetzt und brachte es hierbei auf zwei Treffer.

## Erfolge
- Vizemeister der Serie B und Aufstieg in die Serie A: 2013/14